# Террі Вейн Віртс

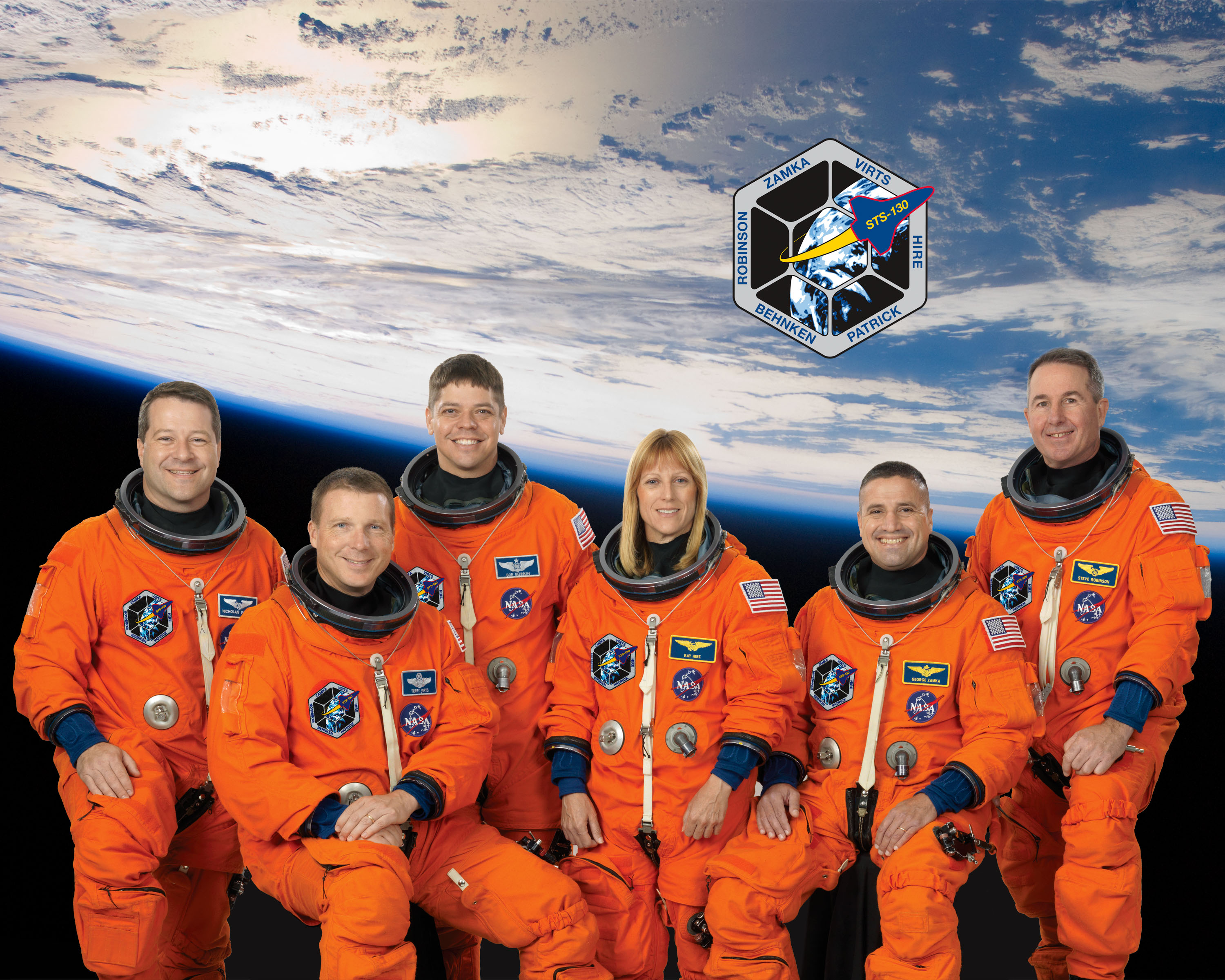
Екіпаж STS-130:Зліва направо: Патрік, Віртс, Бенкен, Хайр, Замку, Робінсон

Террі Вейн Віртс (англ. Terry Wayne Virts) — астронавт НАСА. Здійснив один космічний політ — на шатлі «Індевор» місії STS-130 як пілот.

## Народження та освіта
Віртс народився в 1967 році в місті Балтимор, штат Меріленд, але своїм рідним вважає місто Колумбія в тому ж штаті, де в 1985 році закінчив середню школу. У 1988 році навчався у Франції, у Військово-повітряної Академії, за програмою обміну студентами військових ВНЗ. Повернувшись у Штати в 1989 році, здобув ступінь бакалавра з математики в Академії ВПС США. У 1997 році здобув ступінь магістра (аеронавтики) в Університеті Аеронавтики Ембрі-Редла.

## Військова кар'єра
Здобув кваліфікацію льотчика в 1990 році на базі ВПС Уїльямса в Аризоні. Після проходження курсу підготовки до пілотування F-16, дістав призначення в 307-ю тактичну винищувальну ескадрилью на базі ВПС Хоумстред у Флориді, де служив пілотом F-16. Після того, як 1992 року ураган Ендрю зруйнував базу ВПС Хоумстред, його ескадрилья була переведена на базу ВПС Муді в Джорджії. З 1993 по 1994 рік служив в 36-й винищувальній ескадрильї, дислокованій на базі ВВС Осама (англ. Osan Air Base) в Південній Кореї. Брав участь в нічних польотах на надмалих висотах. З 1995 по 1998 рік служив в 22-й винищувальній ескадрильї, дислокованій на базі ВВС Шпангдалем в Німеччині. Брав участь у бойових вильотах з придушення ППО Іраку. Здійснив 45 бойових вильотів. У 1997 році зарахований до школи льотчиків-випробувачів ВПС на базі ВПС Едвардс в Каліфорнії, в грудні 1998 року закінчив цю школу (клас 98В) і з 1999 року служив льотчиком-випробувачем F-16 на базі ВПС Едвардс.

## Військові звання
У 1989 році отримав звання лейтенант ВПС (другого рангу), капітан ВПС США — у 2000 році, майор ВПС США — в 2003 році, підполковник ВПС США. У 2007 році отримав звання полковника ВПС США.

## Космічна підготовка
26 липня 2000 відібраний як кандидат в астронавти 18-го набору НАСА (для підготовки як пілота шаттла). Пройшов навчання з курсу «загальнокосмічної підготовка» (ОКП). Закінчивши її, отримав кваліфікацію пілота шаттла і призначення в Відділення управління станції Відділу астронавтів. Працював капкомом (відповідав за зв'язок) під час польотів шатлів STS-115, STS-116, і STS-117, і весь час роботи на борту МКС екіпажів з 8 по 15-й. На початку листопада 2008 року з'явилися неофіційні повідомлення про його призначення пілотом екіпажу шаттла Індевор STS-130, політ якого тоді призначили на грудень 2009 року. 5 грудня 2008 це призначення офіційно підтвердили пресрелізом НАСА № 08-321.

## Космічний політ
Стартував у космос 8 лютого 2010 як пілот шаттла «Індевор» «STS-130». Основна мета польоту — стикування з Міжнародною космічною станцією (МКС) (10 лютого) і доставка модулів «Транквіліті» («Спокій») і «Купол». 22 лютого шаттл приземлився в Космічному центрі імені Кеннеді на мисі Канаверал. Тривалість польоту становила 13 діб 18 годин 06 хвилин.

## Джерело
- Офіційна біографія НАСА(англ.)